# تلمارك العليا
أبر تلمارك أو تلمارك العليا هي منطقة نرويجية تضم أراضي مقاطعة تلمارك. أكثر من ثلثي المساحة الإجمالية لمقاطعة تلمارك، أو ما يزيد عن 10000 كيلومتر مربع، تنتمي إلى المنطقة التقليدية في أبر تلمارك. في المقابل، يشير تلمارك السفلى إلى منطقة ساحلية أكثر اكتظاظاً بالسكان في غرنلاند (النرويج)، ويشمل تقليديا أيضا تلمارك الوسطى. تتميز ابر تلمارك بمناظر طبيعية متنوعة وغالبًا ذات مناظر طبيعية خلابة، مع العديد من التلال والجبال والوديان والبحيرات.

## معرض صور

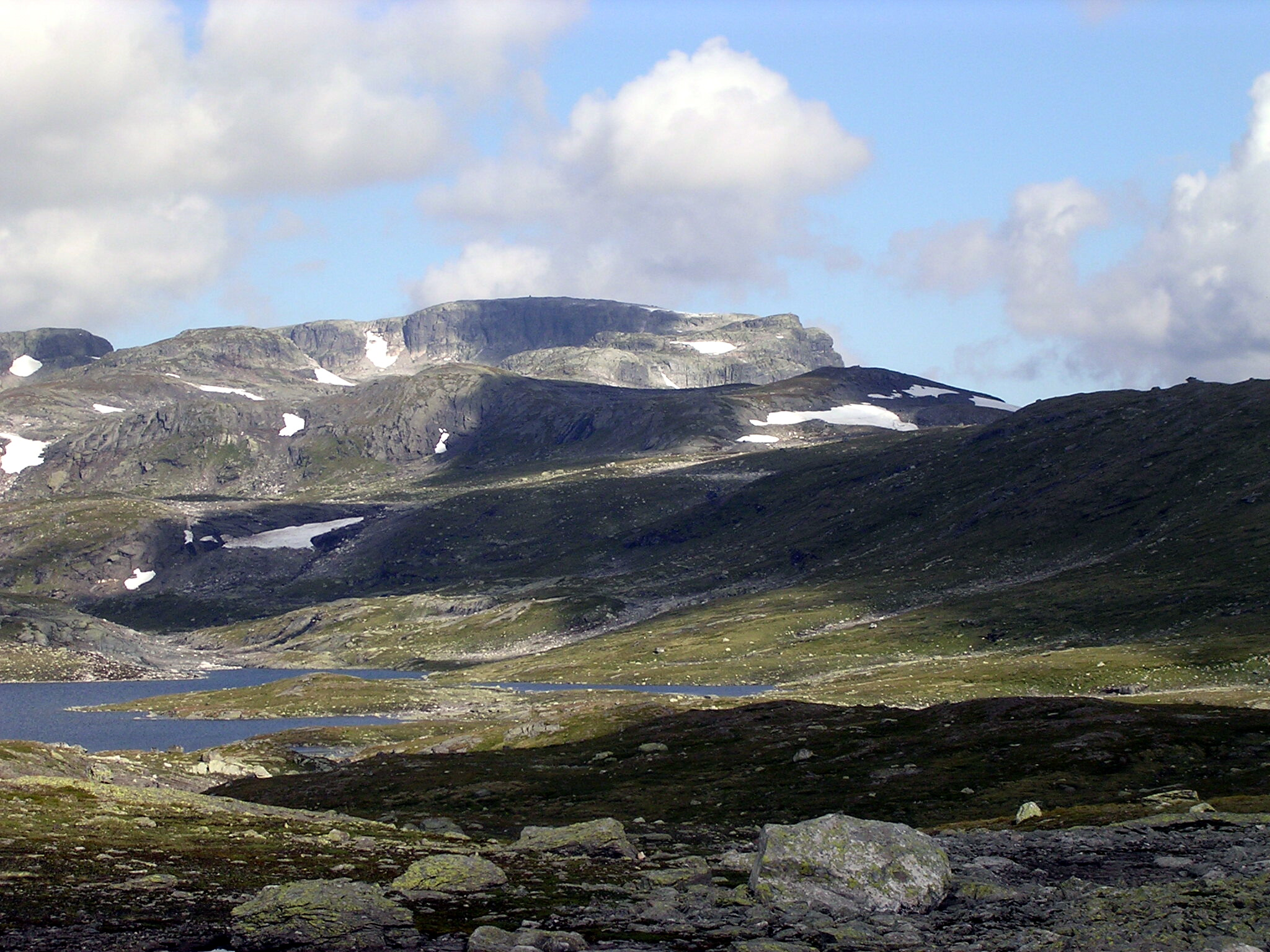
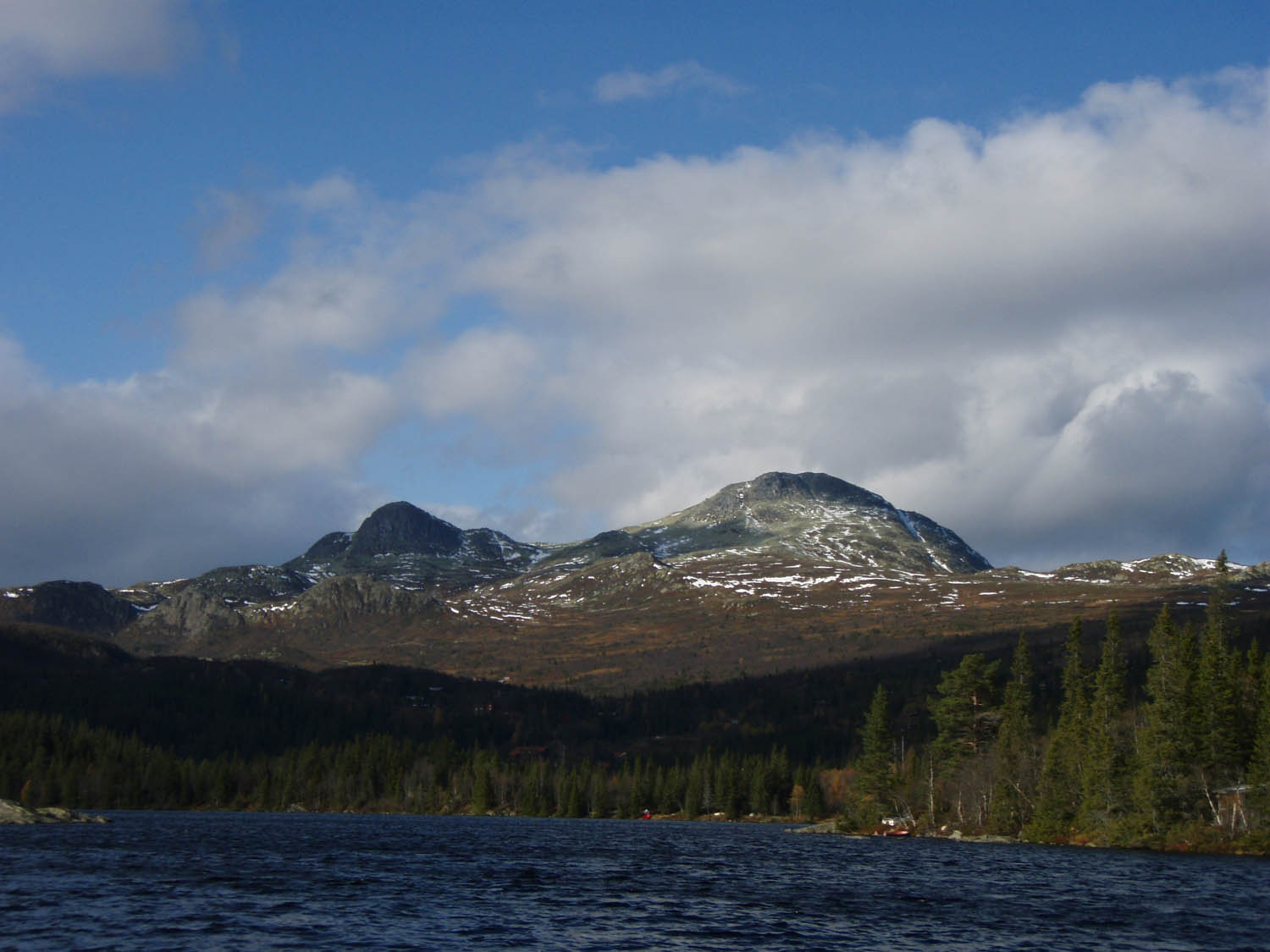
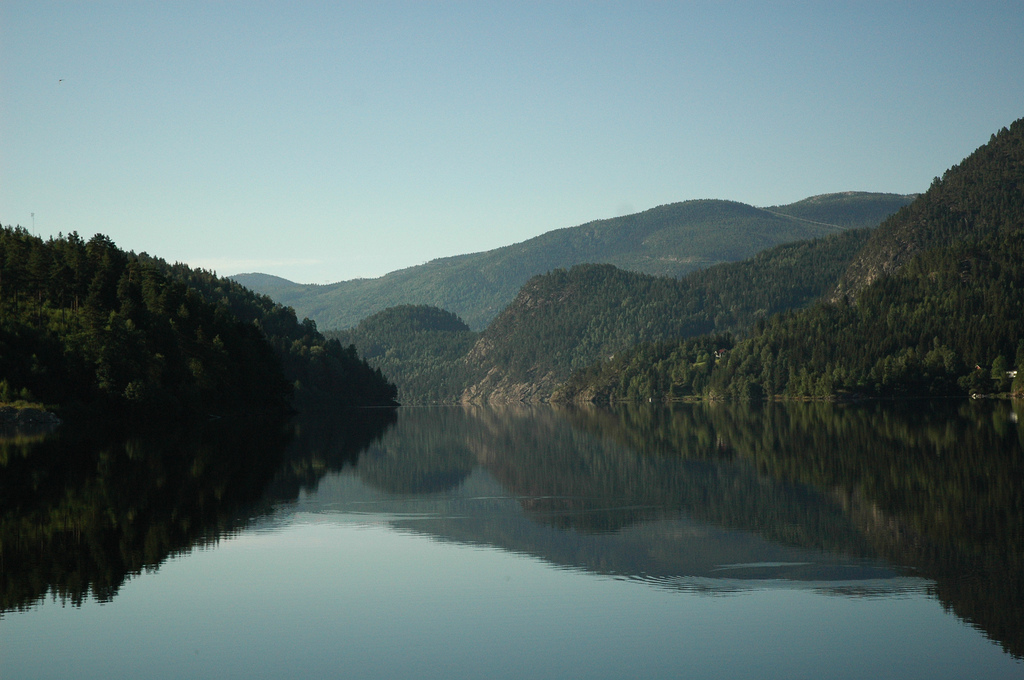